# Erica tenuipes
Erica tenuipes är en ljungväxtart som beskrevs av Guthrie och Bolus. Erica tenuipes ingår i släktet klockljungssläktet, och familjen ljungväxter. Inga underarter finns listade i Catalogue of Life.